# Robert Ballaman
Robert Ballaman est un footballeur suisse né le 21 juin 1926 à Reconvilier et mort le 5 septembre 2011.

## Palmarès
- 1947 : champion suisse avec Bienne
- 1952 : champion suisse avec Grasshoppers Zurich
- 1952 : coupe de Suisse avec Grasshoppers Zurich
- 1956 : champion suisse avec Grasshoppers Zurich
- 1956 : coupe de Suisse avec Grasshoppers Zurich

271 buts marqués entre 1946 et 1964

## Équipe nationale
- 50 sélections en équipe nationale, entre 1948 et 1961, 18 buts marqués
- Capitaine de l'équipe suisse de 1954 à 1961
- Participe à la Coupe de monde de 1954 en Suisse (quart de finaliste)